# Tito Quinzio Capitolino Barbato (console 421 a.C.)
Tito Quinzio Capitolino Barbato  (in latino Titus Quinctius Capitolinus Barbatus; Roma, ... – ...; fl. V secolo a.C.) è stato un politico e militare romano del V secolo a.C..

## Consolato
Nel 421 a.C. fu eletto al consolato con Numerio Fabio Vibulano.
A Fabio toccò in sorte la campagna contro gli Equi che, anche se fu condotta vittoriosamente dai romani, fu festeggiata nell'urbe con una semplice ovazione.
(Tito Livio, Ab Urbe condita, IV, 3, 43)
A Roma i senatori prima presentarono la proposta di portare da due a quattro il numero dei questori, poi la ritirarono quando i tribuni della plebe, accogliendola, proposero che almeno uno di questi nuovi questori, fosse scelto tra la plebe.